# I Saw the TV Glow
I Saw the TV Glow (dt. etwa: „Ich sah den Fernseher leuchten“) ist ein US-amerikanischer Spielfilm von Jane Schoenbrun aus dem Jahr 2024. Der Horrorfilm handelt von zwei jugendlichen Außenseitern, die sich gegen Ende der 1990er-Jahre durch die gemeinsame Leidenschaft für eine Fernsehserie anfreunden. Über die Jahre beginnt ihre Sicht auf die Realität zu verschwimmen. Die Hauptrollen übernahmen Justice Smith und Jack Haven. Die Uraufführung des Werks erfolgte im Januar 2024 beim 40. Sundance Film Festival. Die internationale Premiere fand einen Monat später im Rahmen der 74. Berlinale statt.

## Handlung
Ende der 1990er-Jahre: Der afroamerikanische Jugendliche Owen ist ein Außenseiter und versucht das Leben in der Vorstadt so gut es geht zu überstehen. Eines Tages wird er durch seine Mitschülerin Maddy, die ebenfalls eine Einzelgängerin ist, an eine Fernsehserie namens The Pink Opaque herangeführt. Maddy, die lesbisch ist, ist ein großer Fan dieser melodramatischen Fantasyserie, die am späten Abend ausgestrahlt wird. Sie gibt Owen schon beim ersten Treffen zu verstehen, nur an einer platonischen Freundschaft mit ihm interessiert zu sein. Beide treffen sich daraufhin regelmäßig, um gemeinsam The Pink Opaque zu verfolgen, die kein Quotenrenner ist. Dadurch entwickelt sich bei den Jugendlichen ein Zugehörigkeitsgefühl. Über die Jahre werden sie besessen von der wenig beliebten Serie, die sie mit der Vision einer übernatürlichen Welt jenseits ihrer eigenen bekannt macht. Die Grenze zwischen Realität und Fiktion beginnt zusehends zu verschwimmen. Dieser Umstand wird nur von Maddy bemerkt. Als die Serie abgesetzt wird, verschwindet Maddy. 
Im Jahre 2006 trifft Owen Maddy wieder, welche ihn in einer Bar ausfragt, was er noch über The Pink Opaque wisse. Sie behauptet, das sie die letzten Acht Jahre in der Serie selbst gelebt hatte. Auf ihrer Bitte schaut Owen die letzte Folge der Serie noch einmal, wo die Charaktere vom Hauptbösewicht Mr. Melancholy lebendig begraben werden. Owen erleidet daraufhin einen Nervenzusammenbruch und schlägt seinen Kopf durch den Fernseher, doch wird er von seinem Vater Frank zurückgehalten.
Während der nächsten Nacht erklärt Maddy, dass sie trotz des Wegrennens dennoch unzufrieden war. Nachdem sie jemanden bezahlte, sie lebendig zu begraben, wachte sie in The Pink Opaque auf. Sie behauptet, das die Welt um sie herum falsch wäre und das sie eigentlich die Charaktere Tara und Isabel wären. Maddy versucht Owen davon zu überzeugen, sich ebenfalls lebendig begraben zu lassen und führt ihn zum Fußballfeld, jedoch überwältigt Owen Maddy und rennt davon. Owen sieht Maddy danach nie wieder, denkt aber über ihre Worte nach.
In 2010 stirbt Frank an einen Schlaganfall und Owen wechselt seinen Job. An einen Abend versucht er The Pink Opaque erneut zu schauen, jedoch ist die Serie viel kindgerechter und hat mit der Serie von damals kaum noch was zu tun. Sechzehn Jahre später erleidet Owen einen weiteren Nervenzusammenbruch. Er schließt sich ins Badezimmer des Entertainment-Centers ein und schneidet seine Brust auf, findet jedoch kein Herz, sondern Fernsehrauschen vor. Danach verlässt er das Badezimmer und entschuldigt sich bei den Leuten, jedoch bemerkt ihn keiner.
Die Handlung endet im ersten Jahrzehnt des 21. Jahrhunderts. Zum Ende hin werden die Rätsel um die Serie und das Verschwinden von Maddy nur zum Teil gelüftet.

## Entstehungsgeschichte
I Saw the TV Glow ist der zweite Spielfilm von Jane Schoenbrun nach dem preisgekrönten Emo-Horrorfilm We’re All Going to the World’s Fair, der im Programm des Sundance Film Festivals 2021 gezeigt wurde. Schoenbrun bezeichnet sich selbst als nichtbinär, verfasste das Drehbuch und verpflichtete Justice Smith und Jack Haven in den Hauptrollen. Ein Thema des Films sei auch, „sich selbst zu akzeptieren und zu lieben und die vorgefassten Vorstellungen der Medien über Geschlecht und Identität beiseite zu legen, um sich mit seinem authentischen Wesen zu verbinden“, so Schoenbrun.
Die Schauspielerin Emma Stone produzierte den Film gemeinsam mit Dave McCary und Ali Herting für ihre Firma Fruit Tree sowie mit Sarah Winshall (Smudge Films) und Sam Intili. Intili hatte Schoenbruns Vorgängerfilm im Rahmen der virtuellen Auflage des Sundance Film Festivals 2021 gesehen und war von dem Werk sehr beeindruckt gewesen. Daraufhin gelangte er durch einen gemeinsamen Bekannten an Schoenbruns E-Mail-Adresse. Auf dem
Höhepunkt der COVID-19-Pandemie begannen beide von ihren Wohnungen in Brooklyn aus sich via Facetime auszutauschen. Schoenbrun ließ Intili bereits in einem frühen Stadium im April 2021 das Drehbuch von I Saw the TV Glow zukommen. An dem Projekt war auch Sarah Winshall beteiligt, die zuvor We’re All Going to the World’s Fair produziert hatte. Zwei Monate später, im Juni, stieß Fruit Tree als Produktionspartner zum Projekt hinzu. Schoenbruns Drehbuch wurde leicht überarbeitet und dann im Juli 2022 Filmstudios und Finanziers vorgestellt. A24 zeichnete für Finanzierung und den weltweiten Vertrieb verantwortlich.
Die Dreharbeiten fanden von Juli bis August 2022 statt.

## Veröffentlichung und Rezeption
I Saw the TV Glow wurde am 18. Januar 2024 im Rahmen des Sundance Film Festivals uraufgeführt. Dort wurde das Werk in die Sektion Midnight aufgenommen. Im Online-Katalog verglichen die Veranstalter die Stimmung von Schoenbruns Regiearbeit mit ihrem vorangegangenen Spielfilm We’re All Going to the World’s Fair und hoben die Darstellerleistungen von Justice Smith und Brigette Lundy-Paine heraus. Schoenbrun gelinge es, „die Besonderheiten des jugendlichen Familienlebens nuanciert und mit einer willkommenen Mehrdeutigkeit darzustellen“.
Tom Grierson vom Online-Portal Screen Daily lobte den Film als „zunehmend hypnotisierendes Erlebnis“ und als „surreales, beunruhigendes Porträt zweier Teenager“. Er zog einen Vergleich zu den Werken David Lynchs, speziell aus den 1990er-Jahren. I Saw the TV Glow sei „zwar uneinheitlich, aber äußerst eindringlich“ und Filmemacher Schoenbrun habe „brennenden Ehrgeiz und ein fesselndes Gespür für Stil“. Auch lobte er das Zusammenspiel der beiden Hauptdarsteller Justice Smith und Brigette Lundy-Paine sowie den Schnitt von Sofi Marshall. Grierson war sich unentschlossen darüber, ob der Streifen als Horrorfilm zu bezeichnen sei. Die im Film auftauchende Serie erinnerte ihn an Buffy – Im Bann der Dämonen.
Richard Brody wies in einer Rezension in The New Yorker darauf hin, dass der Film das Erleben von trans Personen anschaulich mache – eine Leseweise, die Schoenbrunn in einem Interview als so beabsichtigt bekräftigte.
Die internationale Premiere erfolgte am 20. Februar 2024 bei den Filmfestspielen Berlin. Dort wurde I Saw the TV Glow in die Sektion Panorama aufgenommen. In ihrer Pressemitteilung gaben die Festivalorganisatoren an, dass es sich um „einen der eigenwilligsten und faszinierendsten Beiträge dieses Jahrgangs“ handle. Schoenbrun überschreite „mühelos Grenzen von Genre, Gender und Trauma in diesem augen- und seelenöffnenden Trip“.

## Auszeichnungen
Im Rahmen seiner Aufnahme in die Panorama-Sektion der Berlinale 2024 gelangte I Saw the TV Glow automatisch in die Auswahl für den Panorama Publikumspreis.